# Snake Bite Love
| 전문가 평가 | 전문가 평가 |
| 평가 점수   | 평가 점수   |
| 출처        | 점수        |
| ----------- | ----------- |
| AllMusic    | [ 2 ]       |
| Rock Hard   | [ 3 ]       |

《Snake Bite Love》는 영국의 헤비 메탈 밴드 모터헤드의 열네 번째 스튜디오 음반이다. 1998년 3월 10일, 스팀해머를 통해 발매되었다.

## 녹음
《Snake Bite Love》는 하워드 벤슨과 공동 프로듀싱한 마지막 음반이 될 것이다. 모든 말에 따르면, 녹음은 서둘러 진행되었는데, 드러머 미키 디는 2011년 모터헤드의 책 《Overkill: The Untold Story of Motörhead》에서 인용했다.
"저희는 그 음반을 만들 때 스트레스를 많이 받았어요. 괜찮게 됐지만, 그 이상은 아니에요. 우리는 모두 알고 있습니다. 우리는 3주만 더 그것을 가지고 있었더라면 멋진 음반이 되었을 것입니다. 저는 우리가 가졌던 시간에 전적으로 책임을 져야 합니다. 예를 들어, 우리는 최악의 노래를 불렀습니다. 〈Night Side〉는 우리가 한 것 중 최악의 노래입니다. 그리고 우리는 그 노래를 할 때 그것이 똥이라고 생각했습니다. 다른 곡을 쓸 시간도 없었고, 아무것도 남지 않았어요. 그래서 우리 모두 그 음반에 대해 같은 생각을 하고 있어요. 저는 사람들이 "당신이 가진 음반 중 최고예요"라고 말하는 것을 듣고 저는 "당신은 어느 별에서 왔나요?"라고 묻습니다."

레미 킬미스터는 자신의 자서전 《White Line Fever》에서 LP에 훨씬 더 친절하게 대해주며 "매우 멋지게 잘 어울린다"고 느꼈지만, "어디서나 녹음되었다"고 인정했다. 레미는 〈Snake Bite Love〉의 제작은 이 밴드에 매우 정상적인 것이었다고 회상했다.
"녹음을 하기 6주 전에는 노래가 한 곡도 없었습니다. 하지만 시간이 되었을 때, 우리는 그것을 매우 빠르게 조립했습니다. 불행하게도, 저는 리허설 동안 아팠고, 가수가 아닌 두 남자를 함께 남겨두면, 결국 이상한 편곡으로 끝나게 됩니다.

그는 특히 이 점에서 〈Desperate for You〉와 〈Night Side〉를 가리키며 타이틀곡이 완전히 다른 곡으로 어떻게 시작되었는지 설명한다. 디는 완전히 다른 코드에 드럼 트랙을 녹음한 뒤 캠벨이 노래가 싫증나서 싫다고 말한 스웨덴으로 돌아갔다. 레미는 동의했고 필 캠벨은 새로운 리프를 고안해냈고 모든 것을 바꿨다. 레미는 이 음반이 마지막 순간에 자신이 가사를 쓴 가장 좋은 예라고 인정하며 다음과 같이 덧붙인다.
"있잖아, 한번 더 그 개자식, 맞지?"

트랙 〈Dead and Gone〉은 샘 고팔의 음반 《Escalator》에서 발매된 〈The Sky Is Burning〉이라고 불리는 레미가 쓴 노래를 다시 쓴 것이다.

## 발매
모터헤드 다큐멘터리 《The Guts and the Glory》에서 레미는 《Snake Bite Love》가 〈Desperate For You〉와 〈Better Off Dead〉를 언급하며 "두 마리의 칠면조가 있다"고 인정했지만 팬들이 트랙을 좋아한다는 것은 인정한다. 캠벨은 이 음반의 라이너 노트에서 프린스를 조롱하며 발음할 수 없는 상형 문자(〈The Artist Frequently Seen at the Liquor Store〉)라고 농담으로 인정받고 있다.
다시 말하지만, 이 음반은 많은 팡파르를 받지 못했다. 그것은 1990년대 후반 대중들이 밴드에 대해 가지고 있던 양면성을 계속했다. 거의 예외 없이 대부분의 트랙이 라이브 세트에서 재생되지 않았다.

## 곡 목록
모든 곡들은 특별한 언급이 없는 한 레미 킬미스터, 필 캠벨, 미키 디에 의해 작사/작곡하였다.
| #   | 제목                  | 작사·작곡 | 재생 시간 |
| --- | --------------------- | --------- | --------- |
| 1.  | 〈Love for Sale〉     |           | 4:52      |
| 2.  | 〈Dogs of War〉       |           | 3:38      |
| 3.  | 〈Snake Bite Love〉   |           | 3:30      |
| 4.  | 〈Assassin〉          |           | 4:48      |
| 5.  | 〈Take the Blame〉    |           | 4:03      |
| 6.  | 〈Dead and Gone〉     |           | 4:18      |
| 7.  | 〈Night Side〉        |           | 3:37      |
| 8.  | 〈Don't Lie to Me〉   | 킬미스터  | 3:59      |
| 9.  | 〈Joy of Labour〉     |           | 4:52      |
| 10. | 〈Desperate for You〉 |           | 3:27      |
| 11. | 〈Better Off Dead〉   |           | 3:42      |